# マッツ・リッツ
マッツ・リッツ（Mats Rits、1993年7月18日 - ）は、ベルギーのサッカー選手。ポジションはMF。

## クラブ歴
ジェルミナル・ベールスホットの下部組織出身で、16歳の時にダニエル・クルスの負傷によって急遽ピッチに投入され選手初出場、この試合で2得点をあげてクラブの勝利に貢献した。その後、RSCアンデルレヒト、レアル・マドリード、アヤックス・アムステルダムが彼の獲得に興味を示した。
2011年6月28日にアヤックスに完全移籍した。7月2日の親善試合で得点を記録、6日の親善試合でも2得点を記録したが、トップチームでの出場機会は得られないまま最終的に負傷してしまった。
2013年1月6日にKVメヘレンに2年半契約で完全移籍した。
2018年夏にクラブ・ブルッヘに完全移籍した。
2023年8月15日、RSCアンデルレヒトに3年契約で移籍した。